# Клітицьк
Клі́тицьк — село в Україні, у Камінь-Каширській міській громаді Камінь-Каширського району Волинської області. Населення становить 344 осіб.

## Населення
Згідно з переписом УРСР 1989 року чисельність наявного населення села становила 332 особи, з яких 152 чоловіки та 180 жінок.
За переписом населення України 2001 року в селі мешкала 341 особа.

### Мова
Розподіл населення за рідною мовою за даними перепису 2001 року:
| Мова       | Відсоток |
| ---------- | -------- |
| українська | 99,13 %  |
| російська  | 0,87 %   |

## Постаті
- Муц Богдан Станіславович (1997-2023) – солдат Збройних Сил України, учасник російсько-української війни. Загинув 20 липня 2023 р. в Харківській області. Похований 23 липня 2023 року на місцевому кладовищі села Клітицьк.
- Ліпич Микола Миколайович (1995-2024)   – солдат Збройних Сил України, учасник російсько-української війни. Життя обірвалося трагічно 12 серпня 2024 року на Сході України. Похований 21 серпня 2024 року на місцевому кладовищі села Клітицьк.

## Назва
Назву пояснюють так-званими «клекітками», тобто мідними дзвониками, які вішали на шию худобі, щоб не заблукала в чагарниках (село тоді було розташоване у заболоченій місцевості, яка була вкрита заростями лози, вільхи та очерету).

## Історія
На початку ХІХ століття поселилося декілька селянських сімей. У 1892 році налічувалося 14 будинків (Проживало 102 особи). У 1930 році почала діяти початкова школа, яка містилася одночасно в шести сільських будинках, а нинішня школа побудована в середині 1960-х років. 11 серпня 2001 року почала діяти церква. Із всіх мобілізованих, з війни не повернулося 12 осіб.
У 2000 році в селі налічувалося 182 родини. У ХІХ столітті село належало до Ковельського повіту, Волинської губернії. Після першої світової війни, згідно умов Берестейського миру, Волинь, у тому числі й село Клітицьк, відійшла до Польщі.